# Chrysotus pomeroyi
Chrysotus pomeroyi är en tvåvingeart som beskrevs av Octave Parent 1934. Chrysotus pomeroyi ingår i släktet Chrysotus och familjen styltflugor. Inga underarter finns listade i Catalogue of Life.